# ムーンプリンセス 秘密の館とまぼろしの白馬
『ムーンプリンセス 秘密の館とまぼろしの白馬』（むーんぷりんせす ひみつのやかたとまぼろしのはくば、原題: The Secret of Moonacre, 仏題: Le Secret de Moonacre）は、2008年に制作されたイギリスのSFファンタジー映画。原作はエリザベス・グージの『まぼろしの白馬』（原題: The Little White Horse）。
撮影は主にハンガリーで行われ、一部シーンはロンドンで行われた。
ワールド・プレミアは2008年のトロント国際映画祭で行われた。
日本では劇場未公開作品であるが、上記の邦題で2009年11月20日よりDVDが発売された。

## ストーリー
父を亡くし孤児となったマリアは、深い谷の中にあるムーンエーカー領主館に住む叔父のベンジャミン・メリウェザー卿に引き取られることに。しかし、谷に辿り着いたマリアのまわりでおかしなことが次々と起こり始める。ド・ノワール族と言う黒い盗賊たちに襲われ、部屋の天井に書かれた星は動き出し、果てにはユニコーンまで現れたのだ。
その鍵は父の残した一冊の本に書かれていた―5千回目の満月の夜までに谷にかけられた魔法を解かなければ、谷は永久に闇に包まれ閉ざされてしまうのだ。それには月の力を秘めた真珠を見つけ出し、魔法を解かなければならない。マリアはこの不思議な谷を救うため、不思議な動物たちとド・ノワール族の少年ロビンと共に冒険の旅へと出発する。

## キャスト
- マリア：ダコタ・ブルー・リチャーズ
- ベンジャミン・メリウェザー： ヨアン・グリフィズ
- ウィリアム・ド・ノワール： ティム・カリー
- ラブデイ・ド・ノワール/ムーンプリンセス ：ナターシャ・マケルホーン
- ヘリオトロープ：ジュリエット・スティーブンソン
- マイケル・ウェバー
- アンディ・リンデン
- ロビン：オーガスタス・プリュー